# Diables d'Horta
Els Diables d'Horta és una colla de diables que va acompanyada sempre d'un grup de tabalers propi, creada a finals de desembre de l'any 2006. Actuen a tot el territori català, per animar festes i trobades amb la pólvora i els correfocs. Van vestits de color grana i negre, amb unes caputxes d'on surten un parell de banyes.
Amb motiu del cinquè aniversari, l'any 2011, van organitzar l'exposició 'Cinc anys de Diables d'Horta' que es va poder visitar al local del Punt d'Informació Juvenil d'Horta-Guinardó. Dins aquella celebració, també van enregistrar un lipdub, amb la participació de més entitats del barri.